# Polygala bawanglingensis
Polygala bawanglingensis är en jungfrulinsväxtart som beskrevs av Fu Wu Xing och Z.X. Li. Polygala bawanglingensis ingår i släktet jungfrulinssläktet, och familjen jungfrulinsväxter. Inga underarter finns listade i Catalogue of Life.